# オーガスト・ベルモント

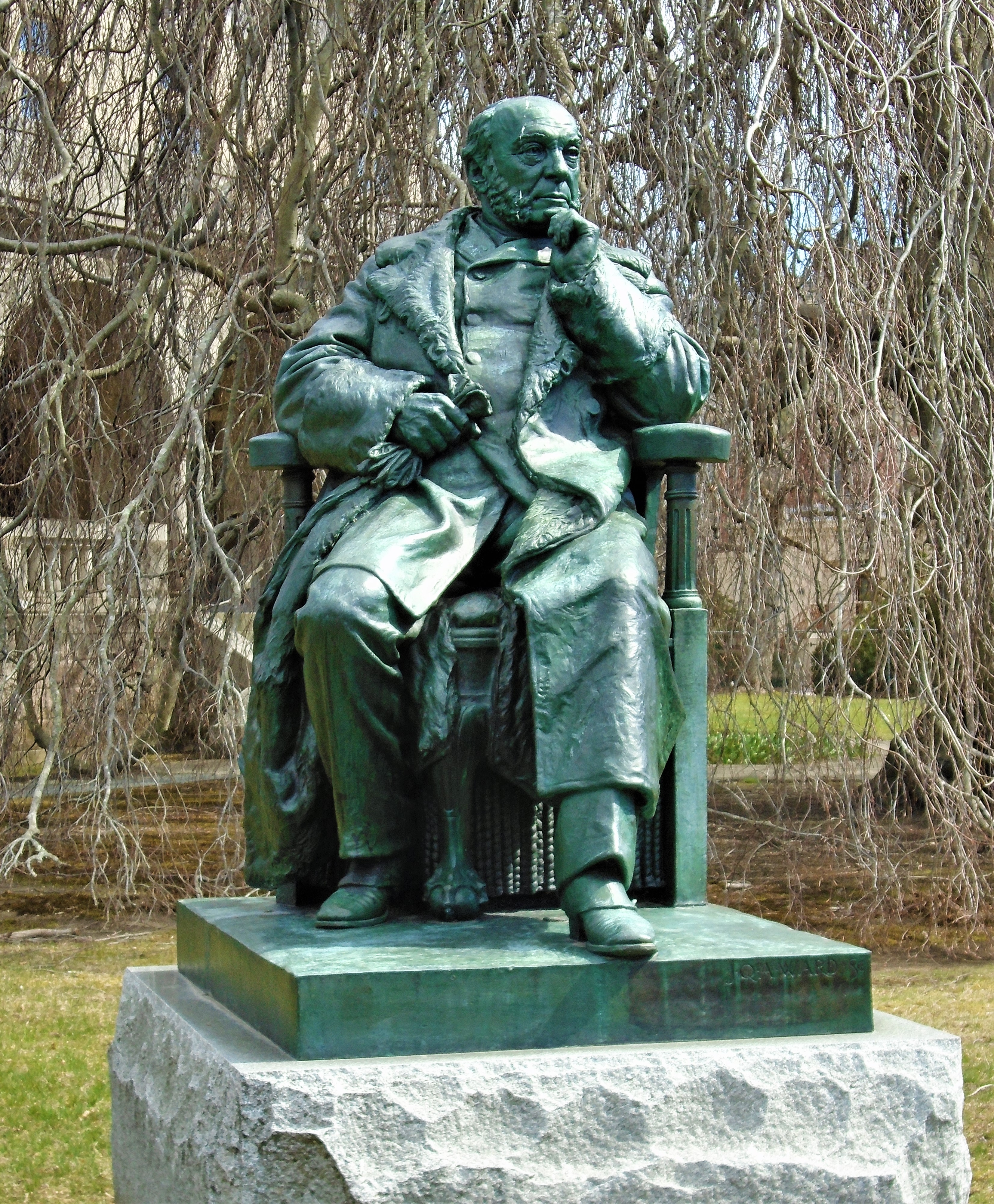
ニューポートのジョン・クインシー・アダムス・ウォード作のベルモントの像

オーガスト・ベルモント（August Belmont, 1813年12月8日 - 1890年11月24日）は、ドイツ系アメリカ人の金融家、外交官、政治家、民主党全国委員会委員長、競走馬のオーナーブリーダー。アメリカのサラブレッド競馬のクラシック三冠シリーズの第3戦であるベルモントステークスの名前の由来としても知られる。

## 出自
オーガスト・ベルモントはは1813年12月8日にアルツァイのレニッシュヘッセンの町でユダヤ人の家族の間に生まれた。アルツァイは現在はドイツの一部であるが、当時はフランス帝国のモン=トネール県であった。両親は父サイモン・ベルモントと、母フレデリカ・エルサスであった。彼の一家はセファルディムのルーツを持ち、ポルトガルのベルモンテの町にまでさかのぼる。 7歳のときに母親が亡くなった後、彼は叔父と祖母と一緒にドイツの金融の中心地であるフランクフルト・アム・マインに住んでいた。
ベルモントは、フランクフルトのユダヤ人学校であるフィラントロピンに通っていた。彼は英語、算数、文章を勉強しながら、床を掃除し、家具を磨き、用事をこなしていた。その後フランクフルトのロスチャイルド銀行の見習いとして入社し、1832年に書記官に昇進し、後にナポリ、パリ、ローマへと出張している。

## 経歴
1837年、24歳のとき、ベルモントはロスチャイルドのキューバにおける利益を守るために当時スペイン領であったキューバ植民地の首都ハバナに向けて出航した。ハバナに向かう途中、ベルモントは乗り継ぎでニューヨーク市に立ち寄った際、1837年恐慌の財政的/経済的不況の波に晒された状況を目の当たりにした。これは、アメリカで初の民主党政権であったアンドリュー・ジャクソン大統領の2期政権の終了直後であった。ベルモントはハバナに行く代わりにニューヨークに残り、アメリカ国内のロスチャイルドの経済的利益が危機に晒されないようこれを監督した。

### オーガスト・ベルモント・アンド・カンパニー
この経済恐慌の中で、ニューヨーク市にあるロスチャイルド家のエージェントを含む何百ものアメリカ企業が崩壊した。その結果、ベルモントはハバナへの出発を無期限延期し、代わって最近破産したアメリカのエージェンシーに取って代わる目的で、新しい会社オーガスト・ベルモント・アンド・カンパニーを設立した。オーガスト・ベルモント・アンド・カンパニーはすぐに成功を収め、ベルモントは設立からの5年間でロスチャイルドのアメリカにおける利益を回復した。
同社は、外国為替取引、商業および個人ローン、ならびに企業、鉄道、および不動産取引を扱っていた。

### オーストリア総領事
1844年、ベルモントはニューヨーク市のオーストリア帝国総領事に任命され、アメリカの主要な金融およびビジネスの中心地における帝国政府の業務を代表した。当時まだオーストリアと同等の地位をまだ獲得していないハンガリーに対するオーストリア政府の政策に対してその意見の相違から、1850年に領事館を辞任した。しかし、その後もベルモントのアメリカ国内における政治への関心は高まり続けた。

### 米国の政治への参入
ベルモントの妻の叔父であるジョン・スライデルは、ルイジアナ州の上院議員であり、後に南軍の分離独立派であり、南軍の外交官およびイギリスとフランスの皇帝ナポレオン3世の潜在的な大臣として奉仕していた人物であった。スライデルはベルモントをその弟子にした。
ベルモントの最初の任務は、ペンシルベニア州ウィートランドのジェームズ・ブキャナンのキャンペーンマネージャーを務め、1852年の選挙で民主党の大統領指名に立候補したヨーロッパのアメリカ外交官を務めることであった。 1851年6月、ベルモントは『ニューヨーク・ヘラルド』とニューヨーク国民民主党に手紙を書き、大統領指名のためのブキャナンの立候補を正当化すると主張した。
しかし、予想外に民主党の指名を勝ち取ったのはダークホース候補であったニューハンプシャー州のフランクリン・ピアースで、ついには大統領にまで選出された。ピアースはのちにブキャナンを在イギリス大使に任命している。

### オランダ大使
1853年、ピアースはオランダ王国への「臨時代理大使」（大使に相当）にベルモントを起用、ベルモントは1853年10月11日から1854年9月26日まで、駐在大臣に役職変更されるまでこの役を務めあげた。また、駐在大臣の職も1857年9月22日まで続けている。
オランダにいる間、ベルモントは「オステンド・マニフェスト」からキューバのアメリカ併合を促すのに尽力した。しかし、新しく選出されたブキャナン大統領は、オステンド・マニフェストの影響もあって1856年の大統領選挙後、スペインへの大使任命を拒否している。
その後、ベルモントは1860年民主党全国大会でサウスカロライナ州チャールストンにおいて上院議員スティーブン・ダグラスのサポートに力を発揮した。

### 民主党全国委員会委員長
その後、ダグラス上院議員はベルモントを民主党全国委員会の委員長に指名した。ベルモントは、党主席の地位を以前の名誉職から政治的および選挙的に非常に重要な職に単独で変え、現代のアメリカの政党の全国組織を創設したと考えられている。彼は南北戦争中の北軍の大義を「ウォーデモクラット」と呼んで精力的に支持し、これを強く支援した。北軍の初期の主力にはドイツ系アメリカ人の連隊が配備されていた。
ベルモントはまた、南北戦争における北軍の大義を支持するためにヨーロッパのビジネスおよび政治指導者との影響力を利用し、ロスチャイルドや他のフランスの銀行家が南軍に資金や軍事購入のクレジットを貸すことを渋らせ、ロンドンでイギリス首相と個人的に会談し、そのメンバーには大臣、パーマストン卿、およびナポレオン3世皇帝などがいた。さらに、ニューヨークのビジネスマンが南部の権利を守り、フリーソイルのメンバーを公職に就かせないようにすることを南部の人々に約束し、結束を促すことを目的とした「民主党警戒協会」の結成に貢献した。

### 戦後の政治的キャリア

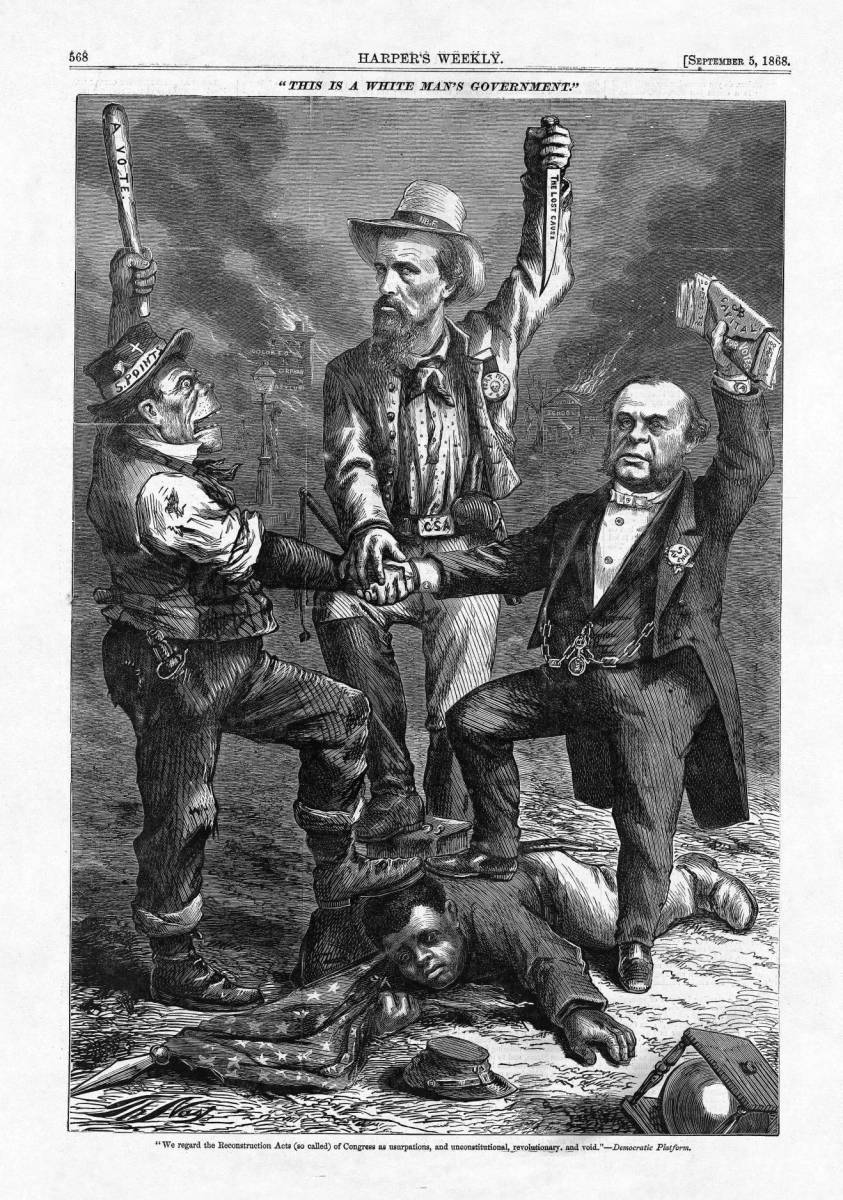
1868年9月に公表されたトーマス・ナストの漫画「これが白人の政府だ！」
アメリカ合衆国有色軍を虐げる資本主義の存在として、ベルモントをモチーフにした典型的アイルランド人が右に描かれている。

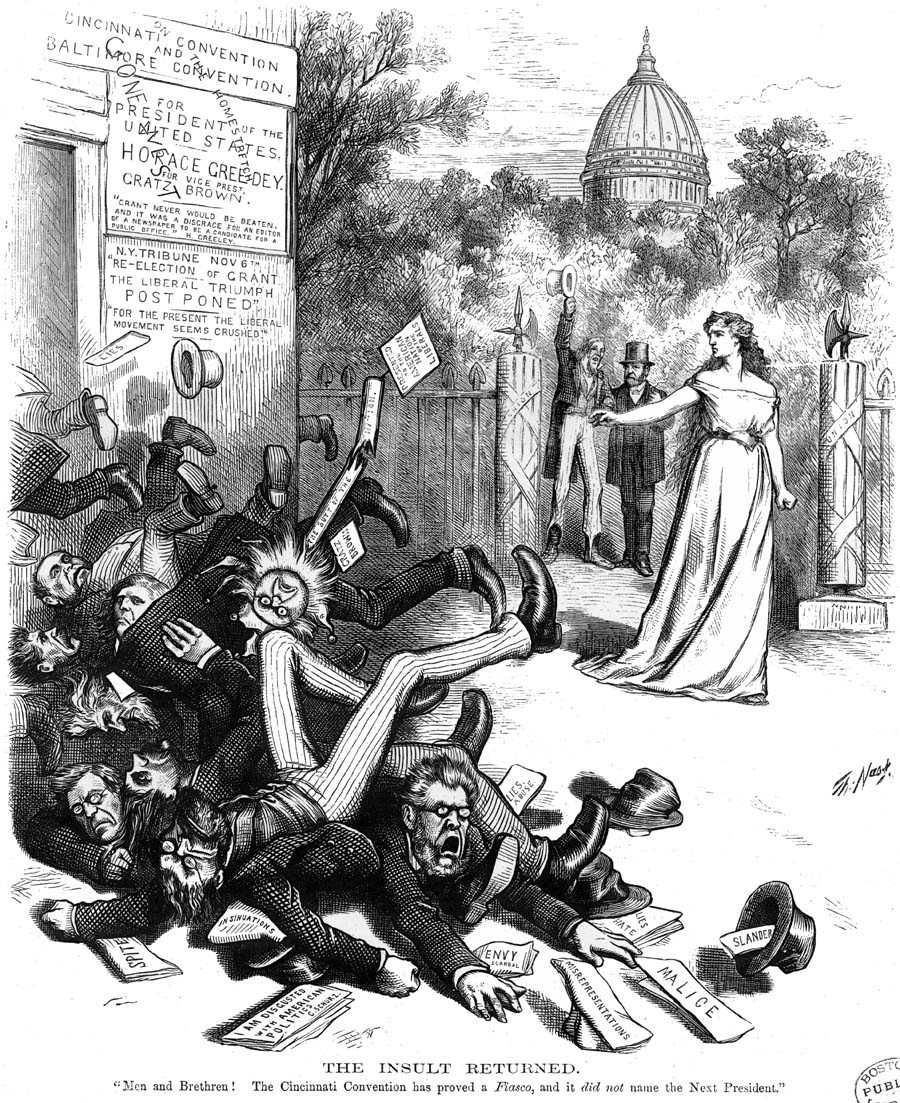
1872年のトーマス・ナストの漫画。シュルツ、ベルモント、フェントン、トランブル、ティプトンなどが、米国の象徴であるコロンビアの前に横たわり、同じく米国の象徴であるアンクル・サムが勝利したユリシーズ・グラントの横で帽子を振る様子が描かれている。

ベルモントは、戦後も民主党全国委員会の委員長として、「民主党の歴史の中で最も悲惨な時代」を仕切り上げた。1862年、ベルモントとサミュエル・ティルデンは、編集長のマントン・M・マーブルの助けを借りて、ニューヨーク・ワールドを主要な民主党の報道機関に育て上げるためにその株式を購入した。
1864年の『シカゴ・トリビューン』によると、ベルモントがロスチャイルドのニューヨークエージェントとして南部の債券を購入してしたのは、ベルモントが南部の大義を支持したためだとある。終戦後の共和党分裂の際、ベルモントはこれを利用して新しい党を組織し、1868年にサーモン・チェイス（1861年以来元米国財務長官、後に1864年に米国最高裁判所長官）を大統領候補に推した。
1868年の選挙でのホレイショ・シーモアの選挙での敗北は、後の自由共和党のホレス・グリーリーの悲惨な1872年大統領選挙の指名と比較すればまだマシな部類であった。 1870年、政府の汚職を浄化するための70人委員会が組織されると、民主党は危機に直面した。タマニーホールでの暴動は、ウィリアム・M・ツイードを打倒する流れへと動き、この際ベルモントは党の側に立った。
党首は当初チャールズ・フランシス・アダムズを指名する方向であったが、そこにきての有名な全国有数の新聞『ニューヨーク・トリビューン』の発行者であるグリーリーの指名であった。『ニューヨーク・トリビューン』は戦前・戦中・戦後にしばしば民主党に言及した候補者を「奴隷所有者」「奴隷ホイッパー」「裏切り者」「カッパーヘッド」と呼び、「泥棒、堕落、堕落、原罪」で非難していた。
1872年の選挙により、ベルモントは民主国家委員会の議長を辞任したが、それでもラザフォード・B・ヘイズに大統領の座を与えた過程を激しく批判したり、「ハードマネー」と呼ばれる金融政策を提唱するなど、政治活動を続けていた。

## 私生活

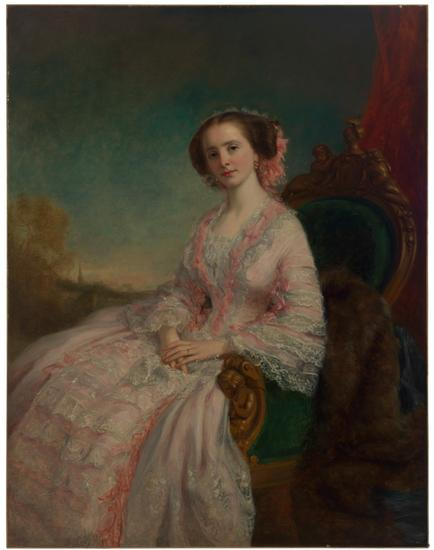
キャロライン・スライデル・ペリー・ベルモント、ジョージ・ピーター・アレクサンダー・ヒーリーの肖像

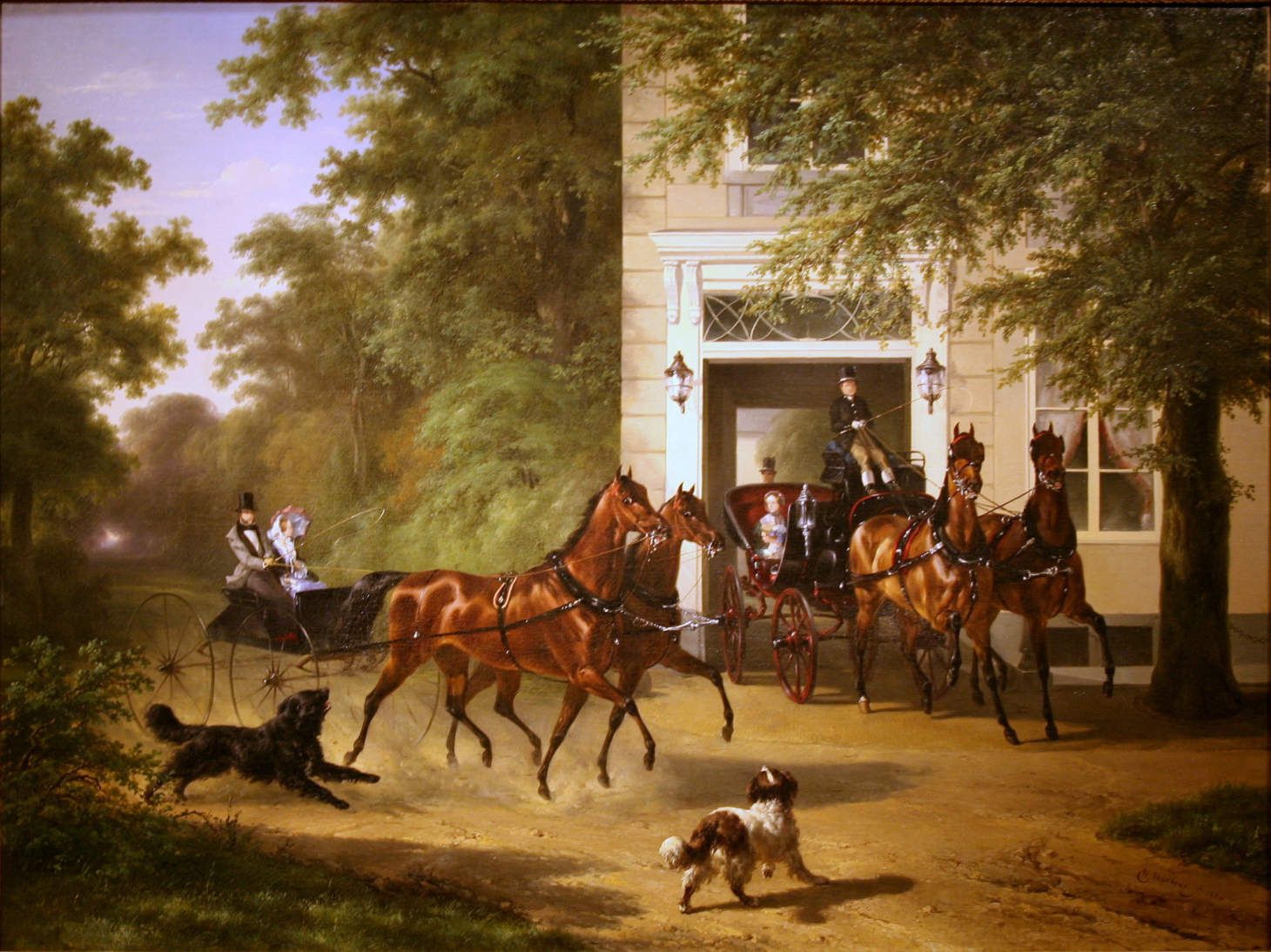
妻のキャロラインと一緒に馬車に乗ったベルモントの絵、 Wouterus Verschuur 、1854年

1849年11月7日、ベルモントはマシュー・カルブレース・ペリーの娘であるキャロライン・スライデル・ペリー（1829–1892）と結婚した。ユダヤ人の新聞筋によると、彼は妻の聖公会/英国国教会の信仰を取り入れて、当時キリスト教に改宗したという。
また、彼らは6人の子供の両親であり、息子全員が政治に関与するようになった。
- ペリー・ベルモント（1851 - 1947） - ヘンリー・T・スローンの離婚した妻であるジェシー・アン・ロビンス結婚した[19][20]。
- オーガスト・ベルモント2世（1853 - 1924） - エリザベスハミルトンモーガンと結婚、 その死後女優のエリナー・ロブソンと結婚[21][22][23]。
- ジェーン・ポーリン ・"ジェニー"・ベルモント（1856 - 1875） - 19歳で亡くなっている。
- フレデリカ・ベルモント（1856 – 1902） - ハウランド & アスピンウォールのガーディナー・グリーン・ハウランドの息子であるサミュエル・ショー・ハウランド（1849–1925）と結婚[24]。
- オリバー・ハザード・ペリー・ベルモント（1858 – 1908） - サラ・スワン・ホワイティング（1861–1924）と結婚した[25]がのちに離婚し、ウィリアム・キッサム・ヴァンダービルトの元妻であるアルバ・アースキン・スミス（1853 – 1933）と結婚した[26][27]。
- レイモンド・ロジャース・ベルモント（1863–1887）- ピストル射撃を練習している最中に自分自身を誤って撃って死亡したとある[28]。

ベルモントは1890年11月24日にニューヨーク市マンハッタンで肺炎がもとで死亡した。その葬儀はニューヨーク市のアセンション教会で行われた。
ベルモントは1000万ドル以上の価値のある不動産を残しており、これは2019年現在の価値にして2億6700万ドルに相当する。その遺骸はロードアイランド州ニューポートのアイランド墓地にあるベルモント家の区画の石棺に埋葬されている。彼の未亡人は1892年に亡くなった。

## 競馬

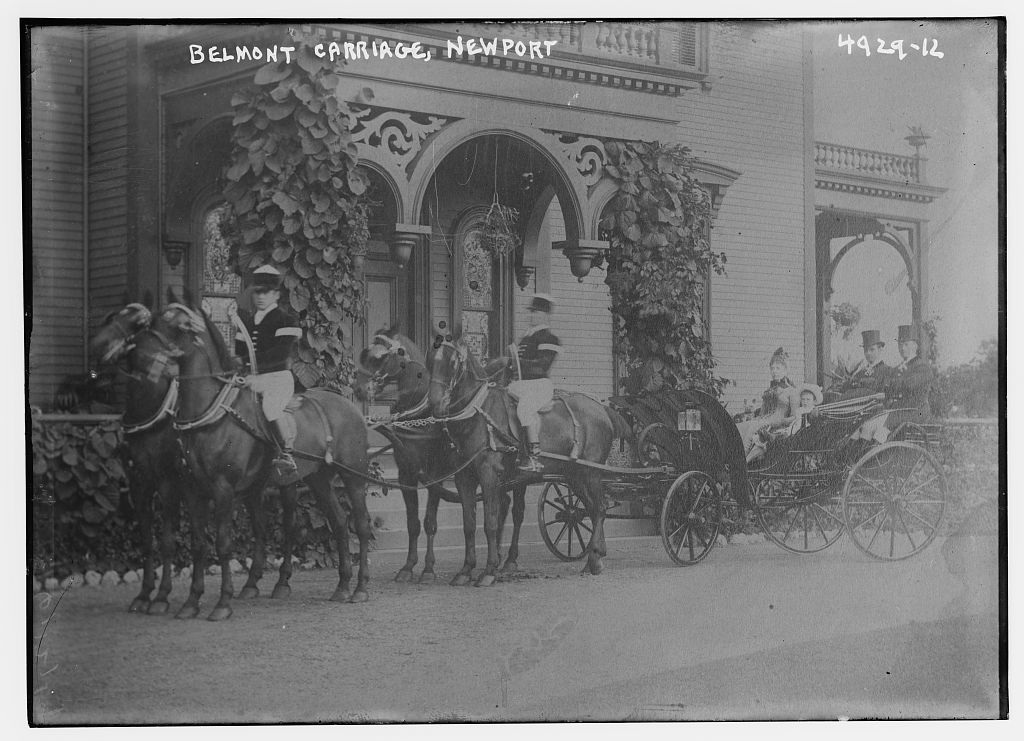
バイザシー、ベルモントのニューポートコテージ。1915年頃。

ベルモントは熱心なスポーツマンであり、有名なベルモントステークスは彼に敬意を表して名付けられた。ベルモントステークスはベルモントの友人であるレナード・ジェロームが所有するジェロームパーク競馬場で第1回が行われ、現在はニューヨーク市郊外にあるベルモントパーク競馬場で開催されている。ベルモント自身も第3回の同競走をフェニアンという馬で制している。
ベルモントはサラブレッド競馬に深く関わっていた。彼は1866年から1887年までナショナルジョッキークラブの会長を務め、またニューヨーク州バビロン近郊のロングアイランドにナーサリー牧場という生産牧場を所有しており、のちの1885年にケンタッキー州レキシントンに同名の牧場を開設している。
ベルモントの残した競馬資産は1891年の処分市で売りに出され、131頭のサラブレッドが639,500ドルで売り払われた。オーガスト・ベルモント2世はそのうちの数頭の繁殖牝馬を買い取っており、のちに新ナーサリー牧場における馬産、ひいてはマンノウォーの生産に繋がっていった。
のちの2018年、アメリカ競馬名誉の殿堂博物館はベルモントの功績を評価し、「ピラー・オブ・ザ・ターフ」のカテゴリで殿堂入りさせている。

## 遺産
ニューハンプシャー州の街ベルモントは、彼の名誉にちなんで名付けられた。
ベルモントの邸宅はロードアイランド州ニューポートバイザシーにあったが、1946年に取り壊されている。
1910年、彫刻家のジョン・クインシー・アダムス・ワードは、座ったベルモントの銅像を完成させた。像はもともと、アイランド墓地のベルモントの埋葬地に隣接する小さな礼拝堂の前に設置されていた。

## 大衆文化
作家のイーディス・ウォートンは、小説「The Age of Innocence」に登場するジュリアス・ボーフォートのモデルをベルモントにしたと言われている。